# Scopula admes
Scopula admes är en fjärilsart som beskrevs av Louis Beethoven Prout 1938. Scopula admes ingår i släktet Scopula och familjen mätare. Inga underarter finns listade.